# Ricky Jay
Pour les articles homonymes, voir Jay.
Richard Jay Potash, dit Ricky Jay, est un acteur, scénariste et magicien américain né le 26 juin 1946 à Brooklyn (New York, États-Unis) et mort le 24 novembre 2018 à Los Angeles en Californie.

## Biographie

### Parcours
Ricky Jay est célèbre pour sa capacité à projeter des cartes à jouer avec une force phénoménale. Il est ainsi capable de planter des cartes dans des arbres à plus d'une dizaine de mètres[réf. nécessaire].

### Décès
Il meurt de causes naturelles le 24 novembre 2018 à l'âge de 72 ans.

## Filmographie

### Comme acteur

#### Télévision
- 1982 : A Midsummer Night's Dream : Philostrate
- 1992 : Le Moteur à eau (The Water Engine) : l'inventeur
- 1992 : Les Nouveaux mousquetaires (Ring of the Musketeers) : Kearns
- 1995 : The Ranger, the Cook and a Hole in the Sky : Hawkes
- 2000 : X-Files : Aux frontières du réel, Maleeni le Prodigieux : Maleeni
- 2004 : Deadwood (série télévisée) : le croupier Eddie Sawyer
- 2009 : Lie to Me

#### Cinéma
- 1987 : Engrenages (House of Games) : George / l'homme de Las Vegas
- 1988 : Parrain d'un jour (Things Change) : Mr. Silver
- 1991 : Homicide : Aaron
- 1997 : La Prisonnière espagnole (The Spanish Prisoner) : George Lang
- 1997 : Boogie Nights : Kurt Longjohn
- 1997 : Hacks : The Hat
- 1997 : Demain ne meurt jamais (Tomorrow Never Dies) : Henry Gupta
- 1999 : Mystery Men : Victor Weems
- 1999 : Magnolia : Burt Ramsey / le narrateur
- 2000 : Séquences et Conséquences (State and Main) : Jack
- 2001 : Beautés empoisonnées (Heartbreakers) : le commissaire-priseur chez Dawson
- 2001 : Braquages (Heist) : Don « Pinky » Pincus
- 2004 : Incident au Loch Ness : un invité à la fête
- 2005 : Last Days : inspecteur de police
- 2006 : Le Prestige (The Prestige) : Milton le Magicien
- 2006 : Flashforward : Flosso
- 2008 : Redbelt : producteur
- 2009 : Une arnaque presque parfaite (The Brothers Bloom) : le narrateur

### Comme scénariste

#### Télévision
- 1989 : Learned Pigs and Fireproof Women
- 1996 : Ricky Jay and His 52 Assistants
- 2004 : Deadwood (série télévisée)

## Publications
- Cards as weapons est certainement son ouvrage le plus célèbre au sein du monde magique.
- (en) Matthias Buchinger : ‘The Greatest German Living’ : by Ricky Jay Whose Peregrinations in Search of the "Little Man of Nuremberg" Are Herein Revealed, Siglio, 2016, 160 p.

Ricky Jay a également rédigé de nombreuses notes de conférences.